# Laurêncio (palatino)
Laurêncio (em latim: Laurentius) foi um oficial romano do século V ou VI, que esteve ativo na Itália. Um homem claríssimo (vir clarissimus) e palatino, foi citado em uma inscrição proveniente do palácio patriarcal de Aquileia.